# Église Saint-Pierre de Monthieux
Pour les articles homonymes, voir Église Saint-Pierre.
L'église Saint-Pierre est une église située à Monthieux, en France.

## Présentation
L'église est située dans le département français de l'Ain, sur la commune de Monthieux. L'édifice est inscrit au titre des monuments historiques en 1979.